# Keulenlilien
Keulenlilien (Cordyline) sind eine Pflanzengattung aus Unterfamilie der Lomandroideae in der Familie der Spargelgewächse (Asparagaceae) innerhalb der Ordnung der Spargelartigen (Asparagales). Viele Arten, die früher in dieser Gattung waren, wurden in die Gattung Dracaena gestellt. Cordyline bilden keulenförmige Speicherknollen an den Wurzeln (deutscher Name!). Einige Arten und Sorten sind Zierpflanzen. Manche Arten und besonders ihre Sorten besitzen bunte Blätter, oft rot, deshalb verwendet man sie als Zierpflanzen in frostfreien Gebieten in Parks und Gärten, aber auch als Zimmerpflanzen.

## Beschreibung

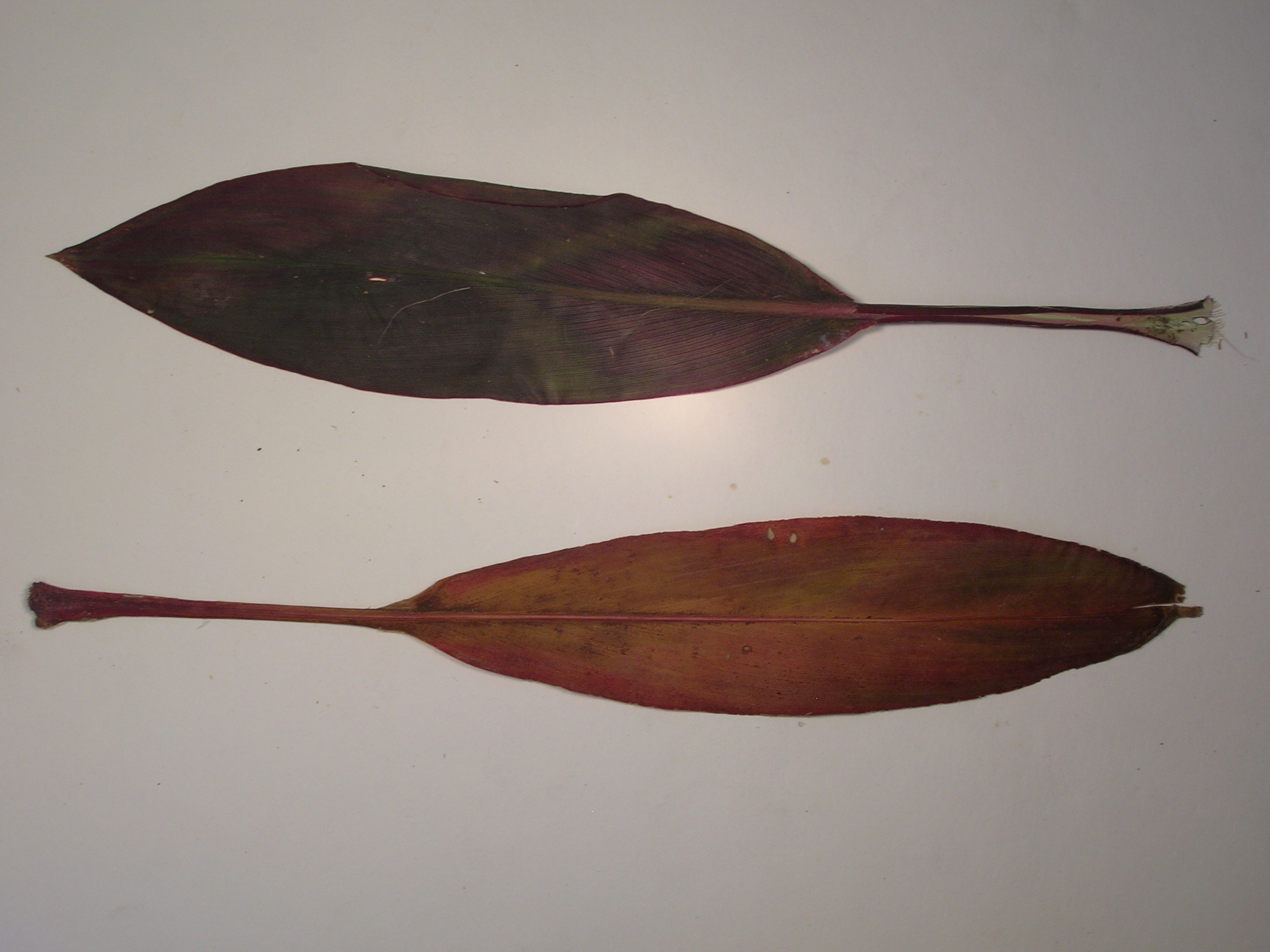
Die in Blattscheide, Blattstiel und Blattspreite gegliederten Laubblätter von Cordyline fruticosa

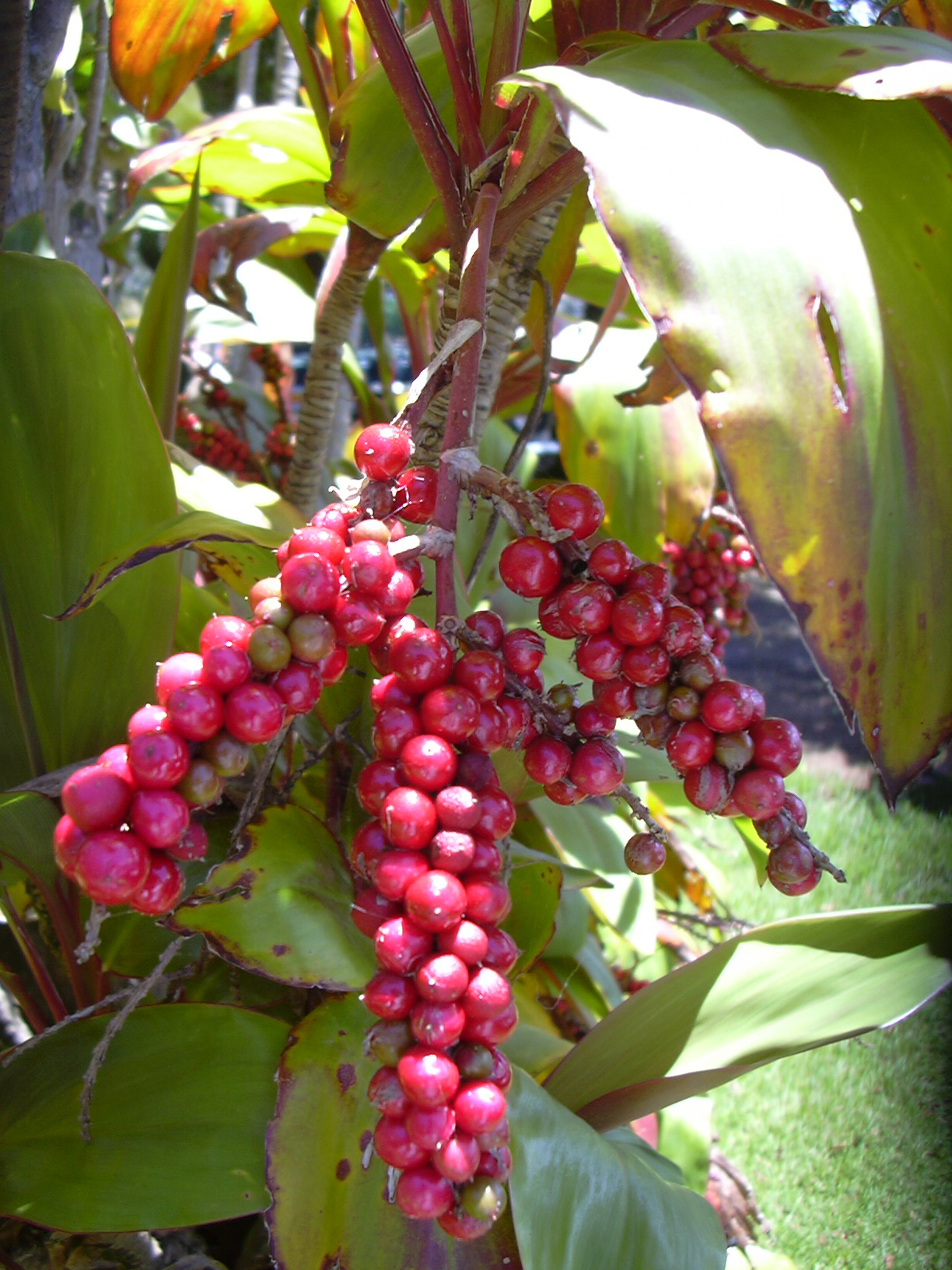
Fruchtstand von Cordyline fruticosa

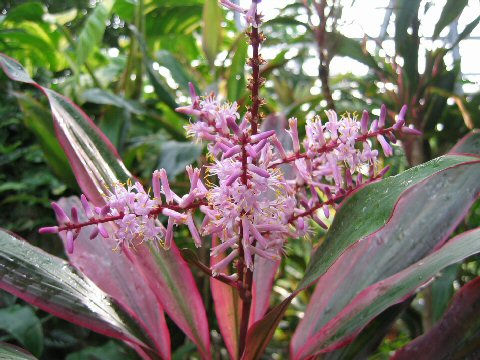
Verzweigter Blütenstand von Cordyline fruticosa

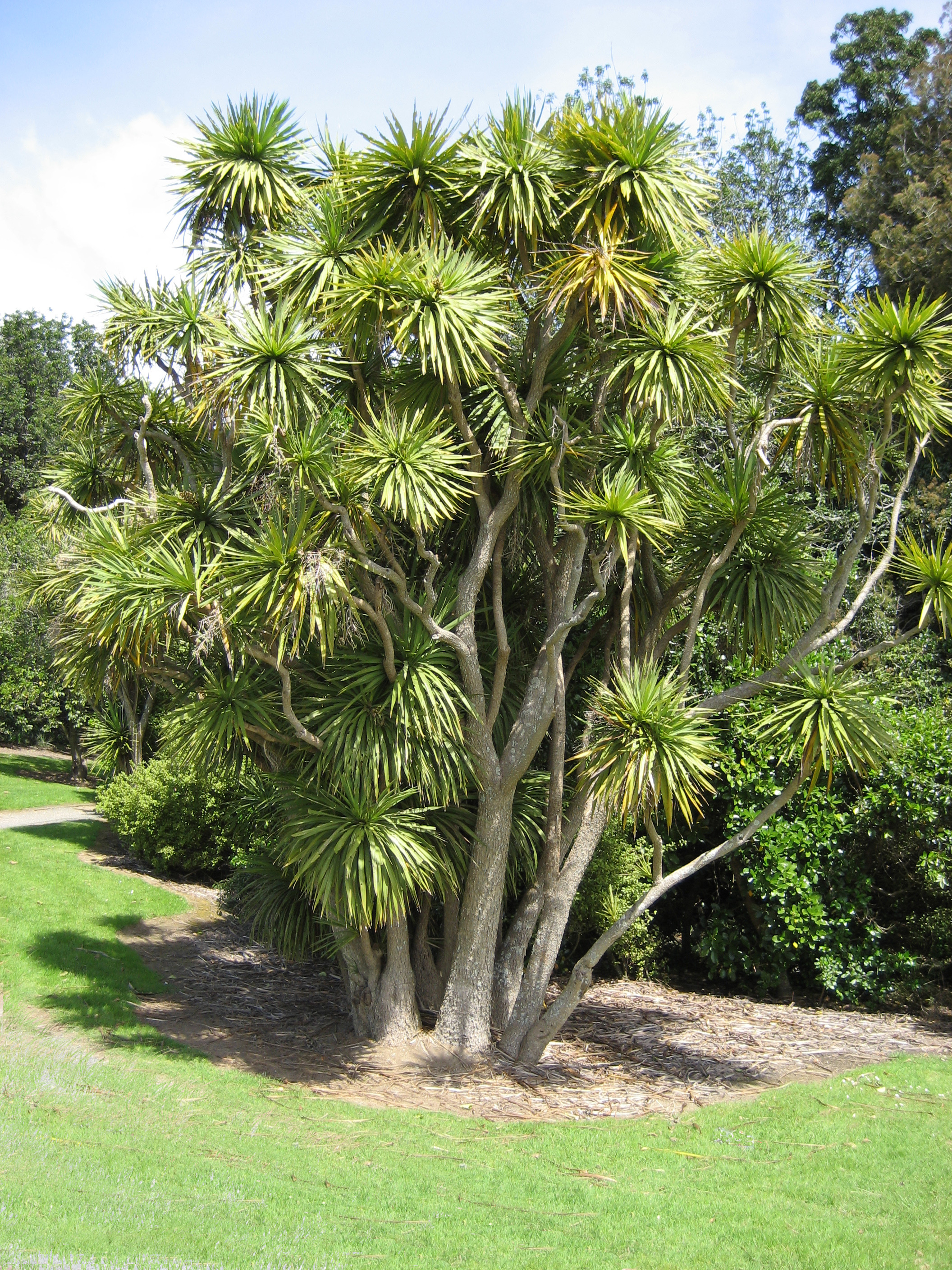
Die aus Neuseeland stammende Cordyline australis hat in Europa besonders in den Küstengebieten von Irland und Großbritannien große Verbreitung gefunden.

### Vegetative Merkmale
Es gibt ausdauernde krautige und verholzende Cordyline-Arten. Die verholzten Arten sind nur baumförmige oder strauchförmige Lebensformen und keine Bäume. Die mehr oder weniger verholzten Sprossachsen sind meist wenig verzweigt mit deutlich Blattnarben. Die wechselständigen Blätter stehen in einer Rosette zusammen.
Die Laubblätter sind in Blattscheide, Blattstiel und Blattspreite gegliedert. Manchmal fehlt ein Blattstiel ansonsten ist er 10 bis 30 Zentimeter lang. Die mehr oder weniger breiten Blattspreiten besitzen weitgehend parallele Blattadern, aber mit Seitenadern, die von der Mittelrippe ausgehen.

### Generative Merkmale
In den Blattachseln der obersten Blättern entwickeln sich verzweigte, relativ große rispige Blütenstände. Es sind meist nur kurze Blütenstiele vorhanden.
Die zwittrigen Blüten sind dreizählig. Die sechs gleichgestaltigen Blütenhüllblätter sind röhrig, glocken- bis fast zylinderförmig verwachsen. Die sechs Staubblätter sind mit der Blütenhülle verwachsen. Drei Fruchtblätter sind zu einem oberständigen Fruchtknoten verwachsen mit zwei bis vielen Samenanlagen je Fruchtknotenkammer. Der schlanke Griffel endet in einer kleinen, kopfigen Narbe.
Die ledrigen Beeren enthalten einen bis einige Samen. Die Samen sind durch Phytomelanin schwarz.

## Systematik und Verbreitung

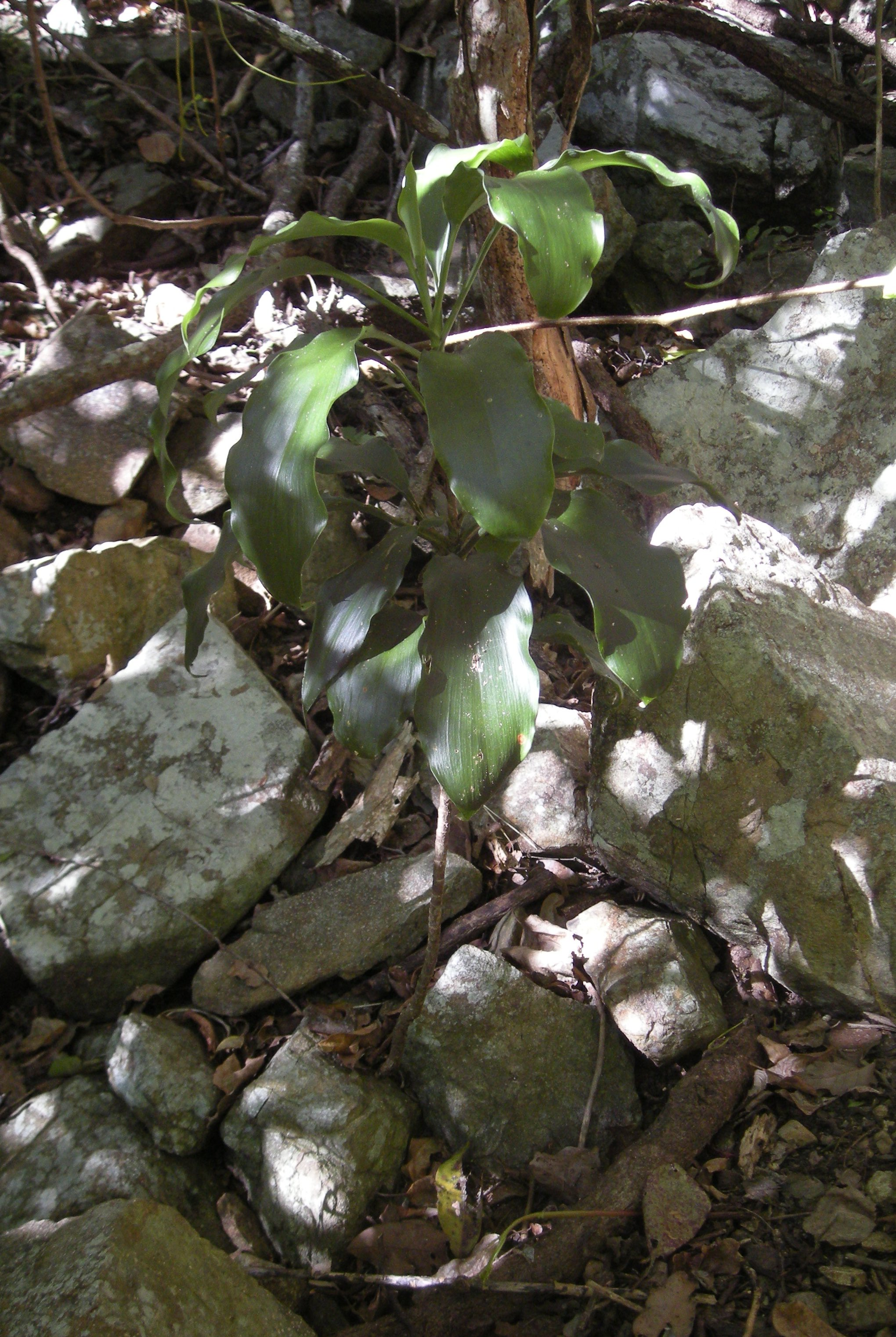
Habitus von Cordyline murchisoniae

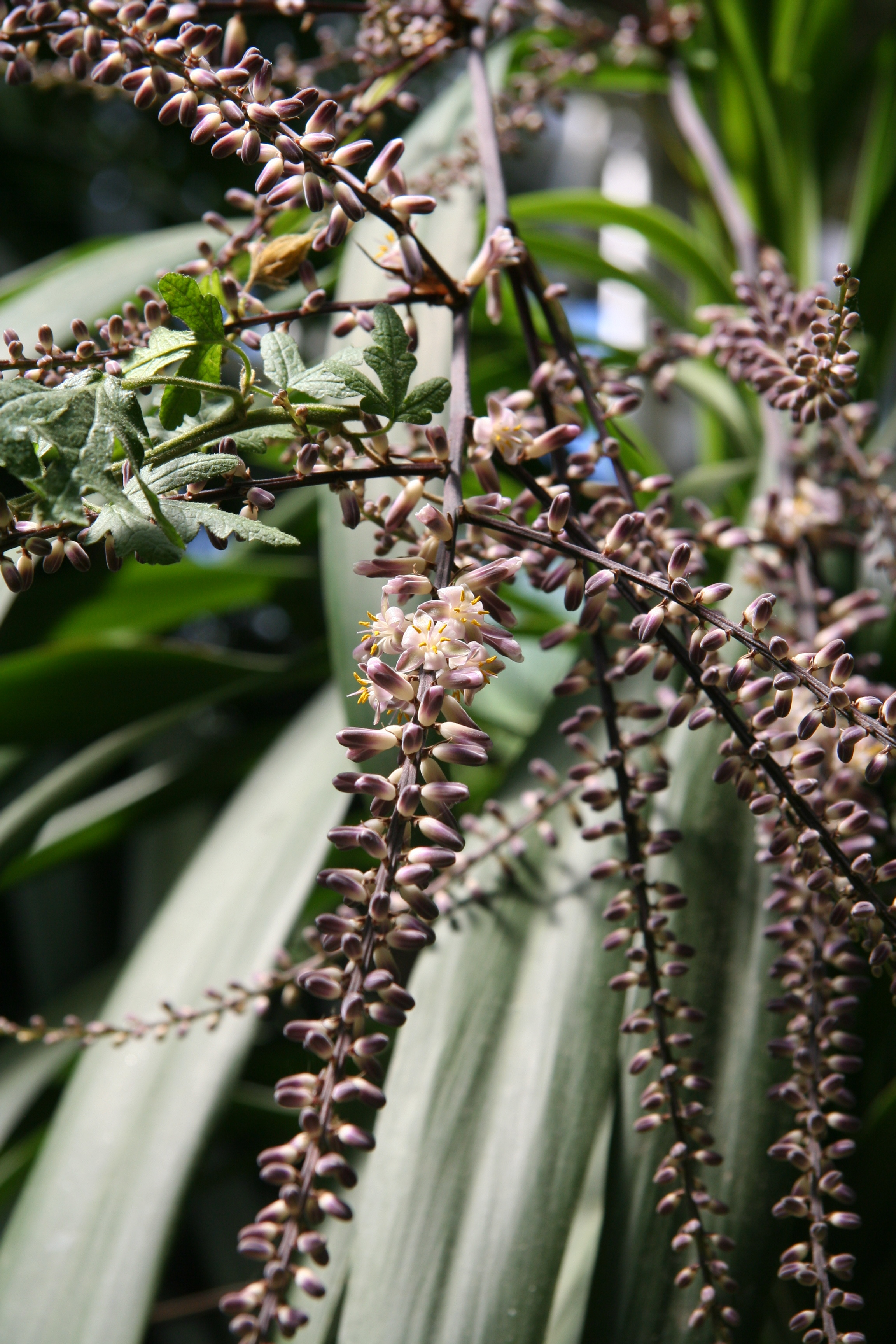
Ausschnitt aus einem Blütenstand von Cordyline stricta

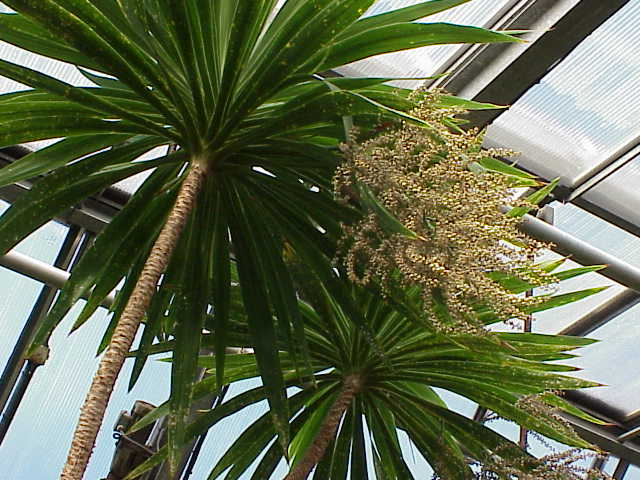
Habitus mit verholztem Stamm und Blütenstand von Cordyline stricta

Die Erstveröffentlichung der Gattung Cordyline erfolgte 1810 durch Philibert Commerson in Robert Brown: Prodromus Florae Novae Hollandiae, Seite 280. Dort ist die Typusart Cordyline cannifolia R.Br. Aber es gibt auch die Literaturangabe Philibert Commerson in Antoine Laurent de Jussieu: Genera Plantarum, 1789, Seite 41. Ein weiters Homonym für Cordyline Comm. ex R.Br. nom. cons. ist Cordyline Adans. das in Familles des Plantes, 2, 1763, 54, 543 veröffentlicht wurde.
Synonyme für Cordyline Comm. ex R.Br. sind: Taetsia Medik., Carlwoodia Sweet, Charlwoodia Sweet, Euphyleia Raf., Calodracon Planch., Cohnia Kunth, Dracaenopsis Planch., Ezehlsia Lour. ex B.A.Gomes, Terminalis Medik. nom. rej.
Die Gattung Cordyline gehört zur Unterfamilie Lomandroideae innerhalb der Familie Asparagaceae. Sie wurde früher in die Familien Agavaceae, Lomandraceae, Laxmanniaceae, Liliaceae oder Asteliaceae gestellt.
Ihr Verbreitungsgebiet reicht von Papuasien bis zu den Inseln im westlichen Pazifik, von Bolivien bis ins südliche Südamerika und umfasst auch die Maskarenen. Acht Arten sind in Australien beheimatet.
Zur Gattung der Keulenlilien (Cordyline) gehören je nach Autor etwa 24 Arten:
- Cordyline angustissima K.Schum.: Sie kommt in Neuguinea vor.[3]
- Cordyline australis (G.Forst.) Endl. (Syn.: Dracaena australis G.Forst.): Sie kommt in Neuseeland vor.[3]
- Cordyline banksii Hook. f.: Die Heimat ist Neuseeland.
- Cordyline cannifolia R.Br. (Syn.: Cordyline cannaefolia R.Br. orth. var., Cordyline terminalis var. cannaefolia Baker orth. var., Cordyline terminalis var. cannifolia (R.Br.) Baker): Sie kommt in Australien im nordöstlichen Queensland und im nordöstlichen Northern Territory vor.[4]
- Cordyline casanovae Linden ex André: Sie kommt nur in Vanuatu vor.[3]
- Cordyline congesta (Sweet) Steud. (Syn.: Cordyline dracaenoides Kunth, Cordyline spectabilis Kunth & C.D.Bouché): Sie kommt in den australischen Bundesstaaten südöstliches Queensland und nordöstliche New South Wales vor.[4]
- Cordyline forbesii Rendle: Sie kommt in Papua-Neuguinea vor.[3]
- Cordyline fruticosa (L.) A.Chev. (Syn.: Cordyline terminalis Kunth, Cordyline densicoma Linden & André, Cordyline guilfoylei Lem.): Sie kommt ursprünglich von Papuasien bis zu den Inseln des westlichen Pazifik vor.[3] Die hawaiische Bezeichnung ist tī oder kī.[5]
- Cordyline × gibbingsiae Carse = Cordyline banksii × Cordyline pumilio. Sie kommt in Neuseeland vor.[3]
- Cordyline indivisa (G.Forst.) Steud.: Sie kommt in Neuseeland vor.[3]
- Cordyline lateralis Lauterb.: Sie kommt in Neuguinea vor.[3]
- Cordyline ledermannii K.Krause: Sie kommt in Neuguinea vor.[3]
- Cordyline manners-suttoniae F.Muell.: Sie kommt im nordöstlichen Queensland vor.[4]
- Cordyline × matthewsii Carse = Cordyline australis × Cordyline pumilio: Sie kommt in Neuseeland vor.[3]
- Cordyline mauritiana (Lam.) J.F.Macbr.: Sie kommt auf Mauritius und auf Réunion vor.[3]
- Cordyline minutiflora Ridl.: Sie kommt in Neuguinea vor.[3]
- Cordyline murchisoniae F. Muell.: Sie kommt im östlichen Queensland vor.[4]
- Cordyline neocaledonica (Baker) B.D.Jacks.: Sie kommt in Neukaledonien vor.[3]
- Cordyline obtecta (Graham) Baker: Sie kommt auf der Nordinsel Neuseelands und auf der Norfolk-Insel[4] vor.[3]
- Cordyline petiolarlis (Domin) Pedley: Sie kommt in den östlichen australischen Bundesstaaten im nordöstlichen Teil von New South Wales und südöstlichen Teil von Queensland vor.[4]
- Cordyline pumilio Hook. f.: Sie kommt auf der Nordinsel Neuseelands vor.[3]
- Cordyline racemosa Ridl.: Sie kommt in Neuguinea vor.[3]
- Cordyline rubra Otto & A.Dietr.: Sie kommt in den australischen Bundesstaaten im südöstlichen Queensland und im nordöstlichen New South Wales vor.[4]
- Cordyline schlechteri Lauterb.: Sie kommt in Neuguinea vor.[3]
- Cordyline sellowiana Kunth: Sie kommt von Bolivien bis Brasilien, Uruguay, Paraguay und dem nördlichen Argentinien vor.[3]
- Cordyline stricta (Sims) Endl.: Sie kommt in den australischen Bundesstaaten im südöstlichen Queensland und im nordöstlichen New South Wales vor.[4]

### Ethnobotanische Verwendung
Im zentralen Hochland des westlichen Neuguinea ist bei den Eipo eine Cordyline-Art eine sakrale Pflanze. Sie wird am Männerhaus gepflanzt. Bei diesem Ritus handelt es sich um eine symbolische Wiederholung des Schöpfungsvorganges.
In Polynesien wurde die heilige und glückverheißende Ti- oder Kī-Pflanze (Cordyline terminalis bzw. Cordyline fruticosa) unweit der Tempelanlagen (marae) angepflanzt. Aus den verbrannten Pflanzenteilen stellten die Polynesier die schwarze Tätowierfarbe her. Aus dem fermentierten Rhizom von Cordyline fruticosa wird in Hawaii der Okolehao-Schnapps hergestellt.
In Neuseeland werden die stärkehaltigen Stängel und die fleischigen Rhizome sowohl von Tī Pore oder Dwarf Cabbage Tree (Cordyline pumilio) und Tī Kōuka, Cabbage Tree (Cordyline australis) von den Māori gedämpft, um das Süßungsmittel Kāuru herzustellen. Die zarten Spitzen und das Blattinnere wurden roh als Gemüse verzehrt. Dabei galt der Geschmack von Tī Kōuka (Cordyline australis) dem von Tī Pore (Cordyline pumilio) überlegen. Als schmackhaftestes Süßungsmittel galt die von der aus Polynesien importierten Keulenlilien-Art Cordyline fruticosa hergestelltes Kāuru.